# My Life with the Walter Boys
My Life with the Walter Boys (lit. ‘La vida amb els nois Walter’) és una sèrie de televisió estatunidenca de drama juvenil i coming-of-age, estrenada a Netflix el 7 de desembre del 2023. Creada per Melanie Halsall, és una adaptació de la novel·la homònima del 2014 d'Ali Novak, primordialment publicada a Wattpad.

## Argument
La sèrie gira entorn de la Jackie Howard, una adolescent de Manhattan que esdevé òrfena quan els seus pares i la seva germana tenen un accident de trànsit. Així doncs, es muda a la zona rural de Colorado, on l'acullen els Walter, una família de set fills. D'aquests, la protagonista viurà un triangle amorós amb dos, l'Alex i el Cole.

## Repartiment

### Principal
- Nikki Rodriguez com a Jackie Howard
- Noah LaLonde com a Cole Walter
- Ashby Gentry com Alex Walter
- Johnny Link com a Will Walter
- Corey Fogelmanis com a Nathan Walter
- Connor Stanhope com a Danny Walter
- Zoë Soul com a Hayley Young, la promesa del Will
- Jaylan Evans com a Skylar, amic de la Jackie
- Sarah Rafferty com a Katherine Walter, la mare d'acollida
- Marc Blucas com a George Walter, el pare d'acollida

### Recurrent
- Alex Quijano com a Richard, l'oncle matern
- Myles Perez com a Lee Garcia
- Isaac Arellanes com Isaac Garcia
- Ashley Holliday com a Tara, l'orientadora escolar
- Dean Petriw com a Jordan Walter
- Lennix James com a Benny Walter
- Alix West Lefler com a Parker Walter
- Alisha Newton com a Erin, pseudoparella del Cole
- Gabrielle Jacinto com a Olivia, millor amiga de l'Erin
- Mya Lowe com a Kiley, millor amiga de l'Alex

## Episodis
| Núm. | Títol                 | Direcció         | Guió                                                    | Data d'emissió original |
| ---- | --------------------- | ---------------- | ------------------------------------------------------- | ----------------------- |
| 1    | «Welcome to Colorado» | Jerry Ciccoritti | Melanie Halsall                                         | 7 de desembre de 2023   |
| 2    | «Live a Little»       | Jerry Ciccoritti | Melanie Halsall                                         | 7 de desembre de 2023   |
| 3    | «The Cole Effect»     | Nimisha Mukerji  | Jordan Ross Schindler                                   | 7 de desembre de 2023   |
| 4    | «Nineteen»            | Nimisha Mukerji  | Jonathon Roessler                                       | 7 de desembre de 2023   |
| 5    | «Thanksgiving»        | Jerry Ciccoritti | Tawnya Bhattacharya i Ali Laventhol                     | 7 de desembre de 2023   |
| 6    | «Baggage»             | Jerry Ciccoritti | Jesikah Suggs                                           | 7 de desembre de 2023   |
| 7    | «Small Town Rumors»   | Winnifred Jong   | Kelsey Barry                                            | 7 de desembre de 2023   |
| 8    | «Spinning Out»        | Winnifred Jong   | Jonathon Roessler, Jordan Ross Schindler i Grace Condon | 7 de desembre de 2023   |
| 9    | «Revolutions»         | Jason Priestley  | Tawnya Bhattacharya i Ali Laventhol                     | 7 de desembre de 2023   |
| 10   | «Happily Ever After»  | Jason Priestley  | Melanie Halsall                                         | 7 de desembre de 2023   |

## Producció
Les productores de My Life with the Walter Boys són Sony Pictures Television i iGeneration Studios, després que aquesta última adquirís Komixx Entertainment (que en tenia els drets d'explotació). Edward Glauser, que va ser el productor executiu de la sèrie de pel·lícules de The Kissing Booth, es va incorporar a la producció, juntament amb Melanie Halsall.
El rodatge de la sèrie va començar el març del 2022 i va acabar el setembre del 2022. Va tenir lloc a la província canadenca d'Alberta, concretament a les ciutats de Calgary, Cochrane i Crossfield, entre d'altres. El 19 de desembre del 2023, la sèrie va ser renovada per a una segona temporada a Netflix.

## Estrena
La sèrie es va estrenar el 7 de desembre de 2023 a Netflix.

## Recepció
El lloc web Rotten Tomatoes, basant-se en 7 crítiques, va exposar que la sèrie havia tingut un 43% d'aprovació i una puntuació mitjana de 4,8/10. Metacritic, que utilitza una mitjana ponderada, li va assignar una puntuació de 50/100 amb 6 crítiques com a font. Va indicar que les crítiques eren «mixtes o mitjanes». Dues setmanes després de l'estrena, es va posicionar a Netflix com una de les 10 sèries més vistes en 88 països i la més vista en anglès arreu del món.